# Вячка (приток Вада)
Вячка (устар. Вачка) — река в России, протекает в Республике Мордовия. Устье реки находится в 93 км по левому берегу реки Вад. Длина реки составляет 16 км, площадь водосборного бассейна — 87 км².

## Данные водного реестра
По данным государственного водного реестра России относится к Окскому бассейновому округу, водохозяйственный участок реки — Мокша от водомерного поста города Темников и до устья, без реки Цна, речной подбассейн реки — Мокша. Речной бассейн реки — Ока.
Код объекта в государственном водном реестре — 09010200412110000028364.